# Botswana ai Giochi della XXXIII Olimpiade
Il Botswana ha partecipato ai Giochi della XXXIII Olimpiade che si sono svolti a Parigi dal 26 luglio all'11 agosto 2024, con una delegazione di 14 atleti, 12 uomini e 2 donne in 2 discipline.

## Medagliere
| Medaglia | Nome                                                           | Sport            | Evento                         |
| -------- | -------------------------------------------------------------- | ---------------- | ------------------------------ |
| Oro      | Letsile Tebogo                                                 | Atletica leggera | 200 metri piani maschili       |
| Argento  | Busang Kebinatshipi Bayapo Ndori Anthony Pesela Letsile Tebogo | Atletica leggera | Staffetta 4×400 metri maschile |

## Delegazione
| Sport            | Uomini | Donne | Totale |
| ---------------- | ------ | ----- | ------ |
| Atletica leggera | 9      | 1     | 10     |
| Nuoto            | 1      | 1     | 2      |
| Totale           | 10     | 2     | 12     |

## Risultati

### Atletica leggera
| Q | Qualificato al turno successivo per la posizione in qualificazione                                                           |
| q | Qualificato per il turno successivo per ripescaggio o, negli eventi su campo, conquistando la misura minima per qualificarsi |

Pista & eventi su strada
| Atleta                                                         | Evento                | Preliminare | Preliminare | Batteria   | Batteria  | Ripescaggio | Ripescaggio | Semifinale      | Semifinale      | Finale          | Finale          |
| Atleta                                                         | Evento                | Tempo       | Posizione   | Tempo      | Posizione | Tempo       | Posizione   | Tempo           | Posizione       | Tempo           | Posizione       |
| -------------------------------------------------------------- | --------------------- | ----------- | ----------- | ---------- | --------- | ----------- | ----------- | --------------- | --------------- | --------------- | --------------- |
| Letsile Tebogo                                                 | 100 m piani           | Bye         | Bye         | 10.01      | 2 Q       | -           | -           | 9.91            | 2 Q             | 9.86 NR         | 6               |
| Letsile Tebogo                                                 | 200 m piani           | N.D.        | N.D.        | 20.10      | 1 Q       | Bye         | Bye         | 19.96           | 1 Q             | 19.46 AR        | Oro             |
| Busang Kebinatshipi                                            | 400 m piani           | N.D.        | N.D.        | 44.45 PB   | 3 Q       | Bye         | Bye         | 44.43 PB        | 3               | non qualificato | non qualificato |
| Bayapo Ndori                                                   | 400 m piani           | N.D.        | N.D.        | 44.87      | 2 Q       | Bye         | Bye         | 44.43           | 4               | non qualificato | non qualificato |
| Leungo Scotch                                                  | 400 m piani           | N.D.        | N.D.        | 45.28      | 5         | 45.33       | 1 q         | 45.16           | 7               | Non qualificato | Non qualificato |
| Tshepiso Masalela                                              | 800 m piani           | N.D.        | N.D.        | 1.45:58    | 3 Q       | Bye         | Bye         | 1:45.33         | 2 Q             | 1:42.82 PB      | 7               |
| Kethobogile Haingura                                           | 800 m piani           | N.D.        | N.D.        | 1:46.46    | 7         | 1:45.52     | 1 Q         | 1:44.95         | 7               | Non qualificato | Non qualificato |
| Tumo Nkape                                                     | 800 m piani           | N.D.        | N.D.        | 1.46:99    | 6         | 1:45.57     | 7           | Non qualificato | Non qualificato | Non qualificato | Non qualificato |
| Victor Ntweng                                                  | 400 m ostacoli        | N.D.        | N.D.        | 49.59      | 5         | 48.88       | 3           | Non qualificato | Non qualificato | Non qualificato | Non qualificato |
| Busang Kebinatshipi Bayapo Ndori Anthony Pesela Letsile Tebogo | 4×400 m maschile      | N.D.        | N.D.        | 2:57.76 SB | 1 Q       | N.D.        | N.D.        | N.D.            | N.D.            | 2:54.53 NR      | Argento         |
| Oratile Nowe                                                   | 800 m piani femminili | N.D.        | N.D.        | 2:01.00    | 6         | 2:03.29     | 5           | Non qualificato | Non qualificato | Non qualificato | Non qualificato |

### Nuoto
| Atleta          | Evento                           | Batterie | Batterie  | Semifinale      | Semifinale      | Finale          | Finale          |
| Atleta          | Evento                           | Tempo    | Posizione | Tempo           | Posizione       | Tempo           | Posizione       |
| --------------- | -------------------------------- | -------- | --------- | --------------- | --------------- | --------------- | --------------- |
| Adrian Robinson | 100 metri rana maschili          | 1:02.79  | 27        | Non qualificato | Non qualificato | Non qualificato | Non qualificato |
| Maxine Egner    | 100 metri stile libero femminili | 58.98    | 27        | Non qualificato | Non qualificato | Non qualificato | Non qualificato |